# Будинок Уряду України
Будинок Уряду України — 10-поверховий історичний хмарочос і найбільший у Києві адміністративний будинок (загальний об'єм 235 000 м³), побудований у стилі сталінський ампір (монументалізм) і розташований по вул. Грушевського, 12/2, пам'ятка архітектури.
Зведений у 1936—1938, став першим об'єктом нового адміністративного комплексу на Липках. З 1990 тут розміщується Кабінет Міністрів УРСР, а з 1991 Кабінет Міністрів України.
Після підриву Хмарочоса Гінзбурга, у 1941—1954 споруда була найвищим хмарочосом Києва.
З 2015 в Будинку Уряду діє Музей історії урядів України, експозиція якого розповідає про діяльність урядів, що діяли на території сучасної України від 1917 року до наших днів.

## Історія будівлі
Будинок Ради Народних Комісарів УРСР став першим об'єктом нового республіканського адміністративного центру на Липках, формування якого було пов'язане з перенесенням у 1934 році столиці України з Харкова до Києва. Проект будівлі розроблений архітекторами Іваном Фоміним і Павлом Абросимовим у 1935 році.
Будинок спочатку призначався для Народного комісаріату внутрішніх справ (НКВС), а Рада Народних Комісарів (Раднарком) мала розміщуватись у будівлі, яку нині займає Міністерство закордонних справ України на Михайлівській площі. Проте, коли плани будівництва урядового центру змінилися, і відмовилися від його розміщення у Верхньому місті, під розміщення Раднаркому передали тільки но завершену будівлю НКВС, будинок для Верховної Ради збудували навпроти, а під будинок ЦК КПУ переобладнали будівлі штабу Київського військового округу.
По закінченню будівництва тут знаходився найвищий виконавчий і розпорядчий орган державної влади УРСР — Рада Народних Комісарів, з 25 березня 1946 — Рада Міністрів УРСР. У 1990 році будівлю обійняв Кабінет Міністрів УРСР, а з 1991 — Кабінет Міністрів України і вона отримала нову назву — Будинок Уряду України.
Будинок Уряду, Будинок Нацбанку і Клуб Кабміну утворюють спільний двір, під яким, як кажуть є колишній бункер штабу ППО. Крім того, обізнані люди кажуть що до цього комплексу підземними ходами можна потрапити і з будинку Верховної Ради, і з будинку ЦК КПУ (нині будівля Офісу Президента України).

## Архітектура
Головний напівкруглий фасад будівлі розгорнутий у бік вул. Грушевського і Маріїнського парку. Одне з двох крил простягається вздовж вул. Садової, друге — у глибину кварталу. Центральний корпус налічує десять поверхів, бічні крила — семи-, восьмиповерхові.
Будівля є яскравим прикладом використання принципів класичної архітектури. В оформленні головного фасаду застосовано модернізовані ордерні композиції — іонічні поодинокі і спарені колони та пілястри, а також високі напівколони, поділені на численні кам'яні брили й увінчані модернізованими корінфськими капітелями. Бази колон і капітелі (висота — 2,5 м) відлиті з чавуну. Нижні поверхи будинку облицьовано великими необробленими блоками тульчинського лабрадориту, цоколь, пояски і портали — полірованим головинським гранітом. У 1997 році верхні поверхи пофарбовано світлим кольором.
Внутрішня система планування коридорна, з двобічним розміщенням робочих приміщень. Інтер'єри будинку майже позбавлені декоративно-художнього оздоблення.
Литі металеві флагштоки й ажурну браму виготовлено у 1947 році.

## Музей історії урядів України
З 2009 року в Будинку Уряду України діє Музей історії урядів України. Музей займає п'ять кімнат на першому поверсі крила, що виходить на вулицю Садову.
Експозиція Музею розповідає про діяльність урядів, що діяли на території сучасної України від 1917 року до наших днів.
2023 року опублікована брошура «Музей історії урядів України (сторінки становлення та діяльності)».